# Flavio Oreglio
Flavio Oreglio (Peschiera Borromeo, 26 agosto 1958) è un cabarettista, musicista, scrittore e umorista italiano.

## Biografia
Laureato all'Università degli Studi di Milano in Biologia con specializzazione in Ecologia, è stato insegnante di matematica e scienze. Pianista e chitarrista, cantautore e appassionato di ragtime, dal 1985 si è dedicato allo spettacolo, vincendo il Premio Rino Gaetano e pubblicando alcuni album musicali per la Cloudisque/Emi. Ha al suo attivo numerosi album fra i quali Melodie & Parodie (1987), Clownstrofobia (1988), Burlando furioso (1994) che nel loro insieme costituiscono l'opera prima Ridendo e sferzando.
Collaboratore di alcune personalità di spicco della comicità milanese e dialettale, come Nanni Svampa e Marina Massironi, deve la notorietà alla partecipazione dal 2000 al programma televisivo Zelig nel corso del quale recita delle surreali poesie precedute dal tormentone «Il momento è catartico. Atmosfera, grazie.»
In seguito partecipa a Glob - L'osceno del villaggio su Rai 3, e a Il senso della vita su Canale 5.
Ha collaborato con Aldo, Giovanni e Giacomo per gli aspetti musicali di Ritorno al gerundio (1993), Aria di tempesta (1994) e lo spettacolo Tel chi el telùn (1999).
Nel 1994 ha ricevuto il premio della critica al Festival di Sanscemo (Torino).
Ha lavorato inoltre alla seconda edizione del Seven Show per Italia 7.
Ha fondato il progetto musical-teatrale Musicomedians, insieme al cantautore Luca Bonaffini, che si propone di riscoprire in chiave moderna lo spirito originario del Cabaret.
Chiusa l'esperienza de Il momento è catartico, inizia nel 2005 a elaborare il nuovo progetto Siamo una massa di ignoranti. Parliamone. Nello stesso anno partecipa come ospite al Festival Gaber raccogliendo notevoli consensi e fa parte del cast fisso della trasmissione Il senso della vita di Paolo Bonolis (Canale 5).
Nel 2006 è ospite al Festival di Sanremo e alla prima puntata di Zelig Circus e inizia una nuova tournée teatrale con lo spettacolo Siamo una massa di ignoranti. Parliamone. Pubblica libro e CD omonimi per Bompiani/Catartica records. Dopo la tournée estiva torna in TV con la seconda edizione de Il senso della vita (Bonolis/Canale 5).
Nel 2007 interviene a Zelig off, a Mai dire martedì con la Gialappa's e a Notte mediterranea su Rai 2, oltre a far parte del cast fisso di GLOB – L'osceno del villaggio con Enrico Bertolino su Rai 3 e del cast di Zelig edizione 2007 dal Teatro degli Arcimboldi di Milano. Sempre nell'ottobre del 2007 esce per Bompiani Non è stato facile cadere così in basso, a cui fa seguito un nuovo percorso teatrale iniziato con la sperimentazione del Teaforum al Teatro della Cooperativa di Milano nel mese di gennaio 2008. Nel mese maggio del 2008 esce l'album Giù contenente le canzoni dello spettacolo teatrale, arrangiato con il contributo della band folk I Luf.
Nel maggio 2009 esce per Bompiani All'appello mancano anche i presenti. Nel maggio 2010 esce per Aliberti editore Aprosdoketon, raccolta inedita di aforismi dal 2006 al 2010, a conclusione del percorso editoriale iniziato con Siamo una massa di ignoranti. Parliamone. Nel giugno del 2011 esce il DVD che contiene lo spettacolo registrato al Teatro della Cooperativa di Milano dal titolo Recital Siamo una massa di ignoranti. Parliamone.
Il 25 settembre 2010 si esibisce a Cesena al festival musicale Woodstock 5 Stelle organizzato dal blog di Beppe Grillo e trasmesso dal canale televisivo Play.me, che proprio con questa diretta aprì la neonata emittente.
Nel settembre 2011 esce il libro per Salani Storia curiosa della scienza. Le radici pagane dell'Europa, seguito da una nuova produzione teatrale dal titolo Sulle spalle dei giganti.
Nel 2013 porta in scena con David Riondino lo spettacolo Cabaret concerto. Nell'ottobre dello stesso anno esce il secondo libro per Salani Storia curiosa della scienza. La rivoluzione degli arabi, nell'ottobre 2014 esce il terzo libro per Salani Storia curiosa della scienza. Dal tribunale dell'inquisizione al tribunale della ragione.
Nel 2015 festeggia i trent'anni di carriera artistica con l'uscita del cofanetto Ridendo e sferzando prodotto da Papico Eventi e con un nuovo spettacolo dal titolo Discorso sul metodo dell'attor comico. Nell'ottobre dello stesso anno esce Catartico! per l'editore Salani, antologia di poesie, aforismi e racconti brevi editi e inediti.
Nel 2019 pubblica l'album Anima popolare con l'etichetta discografica Long Digital Playing Edizioni Musicali.

## Discografia
Album in studio
- 1987 - Melodie & Parodie
- 1988 - Clownstrofobia
- 1995 - Burlando furioso
- 2001 - Ho un sacco di compiti per lunedì
- 2004 - Il momento è catartico... e ci chiamano poeti
- 2006 - Siamo una massa di ignoranti parliamone
- 2008 - Giù (non è stato facile cadere così in basso) (con I Luf)
- 2019 - Anima popolare

Raccolte
- 1998 - Ridendo e sferzando

## Opere letterarie
- Scritti giovanil (Autori Nuovi 1983- Greco&Greco, 2001)
- Ridendo e sferzando (Greco&Greco, 1998)
- Il momento è catartico (Mondadori, 2002)
- Bis - Nuovi momenti catartici (Mondadori, 2003)
- Poesie Catartiche (Mondadori, 2003)
- Katartiko³ - Atto finale (Mondadori, 2004)
- Siamo una massa di ignoranti. Parliamone (Bompiani, 2006)
- Non è stato facile cadere così in basso (Bompiani, 2007)
- All'appello mancano anche i presenti (Bompiani, 13 maggio 2009)
- Aprosdoketon (Aliberti Editore, maggio 2010)
- Storia curiosa della scienza - Le radici pagane dell'Europa (Salani Editore, 2011) ISBN 978-88-6256-309-3
- La vera storia del cabaret. Dagli uomini delle taverne alla bit generation, Garzanti, 2012, ISBN 8811601177.
- Storia curiosa della scienza - La rivoluzione degli arabi (Salani Editore, 2013) ISBN 978-88-6715-513-2
- Storia curiosa della scienza - Dal Tribunale dell'Inquisizione al Tribunale della Ragione (Salani Editore, 2014) ISBN 978-88-6715-786-0
- L'arte ribelle - storia del cabaret da Parigi a Milano